# Vòng loại Giải vô địch bóng đá châu Âu 2012
Vòng loại Giải vô địch bóng đá châu Âu 2012 là một giải đấu diễn ra từ tháng 8 năm 2010 đến tháng 11 năm 2011 để chọn ra 14 đội bóng cùng với hai nước chủ nhà Ba Lan và Ukraina tham dự Giải vô địch bóng đá châu Âu 2012. Việc bốc thăm chia bảng đã được diễn ra vào ngày 7 tháng 2 năm 2010 tại Sảnh lớn ở Cung Văn hoá và Khoa học, Warszawa, và các trận đấu sẽ diễn ra từ tháng 8 năm 2010 đến tháng 11 năm 2011.
Tổng cộng có 9 bảng đấu. 6 bảng đầu có 6 đội, 3 bảng còn lại có 5 đội. Đội đứng đầu các bảng sẽ đương nhiên có một suất vào thẳng vòng chung kết của giải. Đội nhì bảng có thành tích tốt nhất cũng sẽ được vào thẳng giải. 8 đội nhì bảng còn lại sẽ giành quyền thi đấu hai trận tranh vé vớt lượt đi và lượt về để tranh 4 suất còn lại được đến Ba Lan và Ukraina.

## Sự chuẩn bị trước khi bốc thăm
Vì lý do chính trị, Armenia sẽ không cùng bảng với Azerbaijan (do tranh chấp khu vực Nagorno-Karabakh) và Gruzia sẽ không thi đấu với Nga (do tranh chấp khu vực Nam Ossetia) tại vòng loại này.
Do đó, khi Armenia và Azerbaijan bốc thăm vào cùng bảng A, UEFA quyết định chuyển Armenia sang bảng B (hai quốc gia này cũng từng từ chối thi đấu với nhau khi ở chung bảng tại vòng loại Euro 2008) . Tuy nhiên, UEFA quyết định không tách Pháp và Cộng hòa Ireland từ sự kiện chơi bóng bằng tay của Thierry Henry tại trận Pháp gặp Ireland ở vòng loại World Cup 2010. Chủ tịch UEFA Michel Platini bày tỏ ý kiến ủng hộ nếu Pháp và Cộng hòa Ireland được xếp chung bảng.

## Bốc thăm
Các đội bóng được chia thành các nhóm dựa trên Hệ số UEFA . Hệ số này được tính trước lễ bốc thăm, với 20% là kết quả tại World Cup 2006, 40% tại Euro 2008 và 40% tại vòng loại World Cup 2010 .
| Nhóm 1 (hạt giống)                                                                 | Nhóm 2                                                                                               | Nhóm 3 |
| ---------------------------------------------------------------------------------- | --- | --- |
| - Tây Ban Nha VĐ - Đức - Hà Lan - Ý - Anh - Croatia - Bồ Đào Nha - Pháp - Nga      | - Hy Lạp - Cộng hòa Séc - Thụy Điển - Thụy Sĩ - Serbia - Thổ Nhĩ Kỳ - Đan Mạch - Slovakia - România  | - Israel - Bulgaria - Phần Lan - Na Uy - Cộng hòa Ireland - Scotland - Bắc Ireland - Áo - Bosna và Hercegovina |
| Nhóm 4                                                                             | Nhóm 5                                                                                               | Nhóm 6 |
| - Slovenia - Latvia - Hungary - Litva - Belarus - Bỉ - Wales - Bắc Macedonia - Síp | - Montenegro - Albania - Estonia - Gruzia - Moldova - Iceland - Armenia - Kazakhstan - Liechtenstein | - Azerbaijan - Luxembourg - Malta - Quần đảo Faroe - Andorra - San Marino                                      |

VĐ Đương kim vô địch
Kết quả bốc thăm thể hiện tại các bảng đấu ở Vòng bảng.

## Vòng bảng
Các trận đấu vòng đấu bảng sẽ được diễn ra trong 18 ngày sau đây:
- 3/4 và 7 tháng 9 năm 2010
- 8/9 và 12 tháng 10 năm 2010
- 25/26 và 29 tháng 3 năm 2011
- 3/4 và 7 tháng 6 năm 2011
- 2/3 và 6 tháng 9 năm 2011
- 7/8 và 11 tháng 10 năm 2011

Các đội bóng sẽ đá vòng tròn hai lượt để chọn ra 9 đội bóng dẫn đầu 9 bảng và đội nhì bảng có thành tích tốt nhất được vào thẳng vòng chung kết, còn 8 đội nhì bảng còn lại chia thành 4 cặp thi đấu loại trực tiếp sân nhà - sân khách để giành 4 suất còn lại. Thành tích tốt nhất không tính trên kết quả thi đấu với đội thứ 6, vì 3 bảng đấu cuối cùng chỉ có 5 đội mỗi bảng.

### Tiêu chí xếp hạng
Giống như vòng loại Euro 2008, nếu hai hay nhiều đội bằng điểm khi kết thúc vòng bảng, các tiêu chí để xếp hạng như sau:
Các tiêu chí 1 đến 4 tính trên kết quả đối đầu trực tiếp giữa các đội đang xét
1. Điểm số
2. Hiệu số bàn thắng
3. Số bàn thắng
4. Số bàn thắng sân khách
5. Nếu sau khi so sánh 4 tiêu chí trên vẫn có hai hay nhiều đội bằng nhau thì lặp lại 4 tiêu chí đó với các đội này. Nếu vẫn bằng nhau thì xét đến các tiêu chí tiếp theo
6. Kết quả thi đấu với các đội trong bảng
  1. Hiệu số bàn thắng
  2. Số bàn thắng
  3. Số bàn thắng sân khách
  4. Chỉ số chơi đẹp
7. Bốc thăm của UEFA

| Chú thích trong bảng                                                       |
| -------------------------------------------------------------------------- |
| Các đội nhất bảng và nhì bảng thành tích cao nhất vào thẳng vòng chung kết |
| Các đội nhì bảng vào vòng chung kết qua vòng loại trực tiếp                |

### Bảng A
| Đội        | St | T  | H | B | Bt | Bb | Hs  | Điểm |
| ---------- | -- | -- | - | - | -- | -- | --- | ---- |
| Đức        | 10 | 10 | 0 | 0 | 34 | 7  | +27 | 30   |
| Thổ Nhĩ Kỳ | 10 | 5  | 2 | 3 | 13 | 11 | +2  | 17   |
| Bỉ         | 10 | 4  | 3 | 3 | 21 | 15 | +6  | 15   |
| Áo         | 10 | 3  | 3 | 4 | 16 | 17 | −1  | 12   |
| Azerbaijan | 10 | 2  | 1 | 7 | 10 | 26 | −16 | 7    |
| Kazakhstan | 10 | 1  | 1 | 8 | 6  | 24 | −18 | 4    |

### Bảng B
| Đội tuyển        | St | T | H | B  | Bt | Bb | Hs  | Điểm |
| ---------------- | -- | - | - | -- | -- | -- | --- | ---- |
| Nga              | 10 | 7 | 2 | 1  | 17 | 4  | +13 | 23   |
| Cộng hòa Ireland | 10 | 6 | 3 | 1  | 15 | 7  | +8  | 21   |
| Armenia          | 10 | 5 | 2 | 3  | 22 | 10 | +12 | 17   |
| Slovakia         | 10 | 4 | 3 | 3  | 7  | 10 | −3  | 15   |
| Bắc Macedonia    | 10 | 2 | 2 | 6  | 8  | 14 | −6  | 8    |
| Andorra          | 10 | 0 | 0 | 10 | 1  | 25 | −24 | 0    |

### Bảng C
| Đội            | St | T | H | B | Bt | Bb | Hs  | Điểm |
| -------------- | -- | - | - | - | -- | -- | --- | ---- |
| Ý              | 10 | 8 | 2 | 0 | 20 | 2  | +18 | 26   |
| Estonia        | 10 | 5 | 1 | 4 | 15 | 14 | +1  | 16   |
| Serbia         | 10 | 4 | 3 | 3 | 13 | 12 | +1  | 15   |
| Slovenia       | 10 | 4 | 2 | 4 | 11 | 7  | +4  | 14   |
| Bắc Ireland    | 10 | 2 | 3 | 5 | 9  | 13 | −4  | 9    |
| Quần đảo Faroe | 10 | 1 | 1 | 8 | 6  | 26 | −20 | 4    |

### Bảng D
| Đội                  | St | T | H | B | Bt | Bb | Hs  | Điểm |
| -------------------- | -- | - | - | - | -- | -- | --- | ---- |
| Pháp                 | 10 | 6 | 3 | 1 | 15 | 4  | +11 | 21   |
| Bosna và Hercegovina | 10 | 6 | 2 | 2 | 17 | 8  | +9  | 20   |
| România              | 10 | 3 | 5 | 2 | 13 | 9  | +4  | 14   |
| Belarus              | 10 | 3 | 4 | 3 | 8  | 7  | +1  | 13   |
| Albania              | 10 | 2 | 3 | 5 | 7  | 14 | −7  | 9    |
| Luxembourg           | 10 | 1 | 1 | 8 | 3  | 21 | −18 | 4    |

### Bảng E
| Đội        | St | T | H | B  | Bt | Bb | Hs  | Điểm |
| ---------- | -- | - | - | -- | -- | -- | --- | ---- |
| Hà Lan     | 10 | 9 | 0 | 1  | 37 | 8  | +29 | 27   |
| Thụy Điển  | 10 | 8 | 0 | 2  | 31 | 11 | +20 | 24   |
| Hungary    | 10 | 6 | 1 | 3  | 22 | 14 | +8  | 19   |
| Phần Lan   | 10 | 3 | 1 | 6  | 16 | 16 | 0   | 10   |
| Moldova    | 10 | 3 | 0 | 7  | 12 | 16 | −4  | 9    |
| San Marino | 10 | 0 | 0 | 10 | 0  | 53 | −53 | 0    |

### Bảng F
| Đội     | St | T | H | B | Bt | Bb | Hs  | Điểm |
| ------- | -- | - | - | - | -- | -- | --- | ---- |
| Hy Lạp  | 10 | 7 | 3 | 0 | 14 | 5  | +9  | 24   |
| Croatia | 10 | 7 | 1 | 2 | 18 | 7  | +11 | 22   |
| Israel  | 10 | 5 | 1 | 4 | 13 | 11 | +2  | 16   |
| Latvia  | 10 | 3 | 2 | 5 | 9  | 12 | −3  | 11   |
| Gruzia  | 10 | 2 | 4 | 4 | 7  | 9  | −2  | 10   |
| Malta   | 10 | 0 | 1 | 9 | 4  | 21 | −17 | 1    |

### Bảng G
| Đội        | St | T | H | B | Bt | Bb | Hs  | Điểm |
| ---------- | -- | - | - | - | -- | -- | --- | ---- |
| Anh        | 8  | 5 | 3 | 0 | 17 | 5  | +12 | 18   |
| Montenegro | 8  | 3 | 3 | 2 | 7  | 7  | 0   | 12   |
| Thụy Sĩ    | 8  | 3 | 2 | 3 | 12 | 10 | +2  | 11   |
| Wales      | 8  | 3 | 0 | 5 | 6  | 10 | −4  | 9    |
| Bulgaria   | 8  | 1 | 2 | 5 | 3  | 13 | −10 | 5    |

### Bảng H
| Đội        | St | T | H | B | Bt | Bb | Hs  | Điểm |
| ---------- | -- | - | - | - | -- | -- | --- | ---- |
| Đan Mạch   | 8  | 6 | 1 | 1 | 15 | 6  | +9  | 19   |
| Bồ Đào Nha | 8  | 5 | 1 | 2 | 21 | 12 | +9  | 16   |
| Na Uy      | 8  | 5 | 1 | 2 | 10 | 7  | +3  | 16   |
| Iceland    | 8  | 1 | 1 | 6 | 6  | 14 | −8  | 4    |
| Síp        | 8  | 0 | 2 | 6 | 7  | 20 | −13 | 2    |

### Bảng I
| Đội           | St | T | H | B | Bt | Bb | Hs  | Điểm |
| ------------- | -- | - | - | - | -- | -- | --- | ---- |
| Tây Ban Nha   | 8  | 8 | 0 | 0 | 26 | 6  | +20 | 24   |
| Cộng hòa Séc  | 8  | 4 | 1 | 3 | 12 | 8  | +4  | 13   |
| Scotland      | 8  | 3 | 2 | 3 | 9  | 10 | −1  | 11   |
| Litva         | 8  | 1 | 2 | 5 | 4  | 13 | −9  | 5    |
| Liechtenstein | 8  | 1 | 1 | 6 | 3  | 17 | −14 | 4    |

### Thứ tự các đội nhì bảng
Do một số bảng có 6 đội, một số bảng 5 đội nên trận đấu với đội thứ sáu ở các nhóm không được tính khi so sánh giữa các đội nhì bảng.
Thứ tự các đội nhì bảng
| Bảng | Đội bóng             | St | T | H | B | Bt | Bb | Hs | Btsk | Điểm |
| ---- | -------------------- | -- | - | - | - | -- | -- | -- | ---- | ---- |
| E    | Thụy Điển            |    | 6 | 0 | 2 | 20 | 11 | +9 | 8    | 18   |
| H    | Bồ Đào Nha           |    | 5 | 1 | 2 | 21 | 12 | +9 | 8    | 16   |
| F    | Croatia              |    | 5 | 1 | 2 | 12 | 6  | +6 | 5    | 16   |
| B    | Cộng hòa Ireland     |    | 4 | 3 | 1 | 10 | 6  | +4 | 4    | 15   |
| D    | Bosna và Hercegovina |    | 4 | 2 | 2 | 9  | 8  | +1 | 4    | 14   |
| I    | Cộng hòa Séc         |    | 4 | 1 | 3 | 12 | 8  | +4 | 9    | 13   |
| C    | Estonia              |    | 4 | 1 | 3 | 13 | 11 | +2 | 7    | 13   |
| G    | Montenegro           |    | 3 | 3 | 2 | 7  | 7  | 0  | 2    | 12   |
| A    | Thổ Nhĩ Kỳ           |    | 3 | 2 | 3 | 8  | 10 | −2 | 1    | 11   |

| Chú thích                                                                         |
| --------------------------------------------------------------------------------- |
| Đội giành duyền dự thắng vòng chung kết với tư cách là đội nhì bảng xuất sắc nhất |
| Đội phải thi đấu ở vòng play-off                                                  |

## Vòng play-off
Vòng play-off diễn ra giữa 8 đội nhì bảng chia thành 4 cặp thi đấu loại trực tiếp sân nhà - sân khách để giành 4 suất còn lại. Các trận đấu ở vòng play-off sẽ diễn ra trong các ngày 11/12 và 15 tháng 11 năm 2011.
4 đội nhì bảng có vị trí cao hơn trong bảng xếp hạng hệ số của UEFA sẽ được ưu tiên đá trận lượt về trên sân nhà.

### Phân nhóm

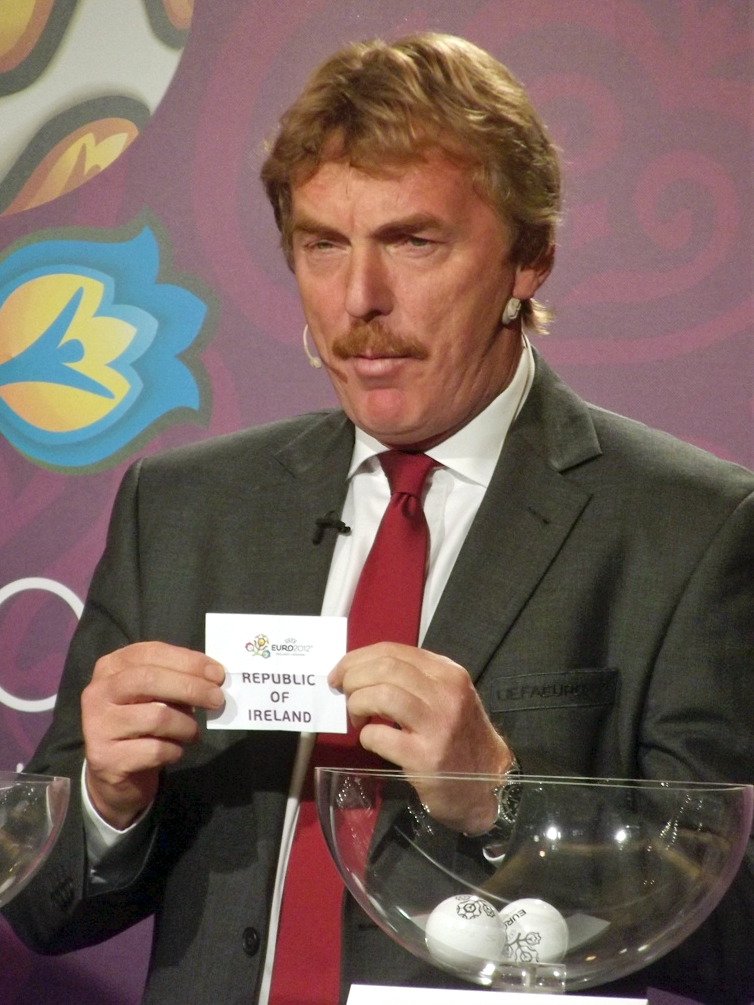
Zbigniew Boniek trong lễ bốc thăm

Lễ bốc thăm cho các trận play-off được tổ chức vào ngày 13 tháng 10 năm 2011 tại Kraków, Ba Lan, để xác định bốn cặp cũng như thứ tự của các đội nhì bảng.
Lễ bốc thăm sẽ được điều hành bởi Tổng thư ký UEFA Gianni Infantino và cựu tiền đạo huyền thoại của ĐT Ba Lan, Zbigniew Boniek, đại sứ của VCK EURO 2012. Các trận lượt đi vòng play-off sẽ diễn ra vào ngày 11 và ngày 12 tháng 11, trận lượt về vào ngày 15 tháng 11 năm 2011.
Kết quả của các hạt giống như sau:
| Nhóm (hạt giống) | Nhóm (hạt giống) | Nhóm (hạt giống) |
| Đội              | Điểm             | Thứ tự           |
| ---------------- | ---------------- | ---------------- |
| Croatia          | 32.723           | 7                |
| Bồ Đào Nha       | 31.202           | 11               |
| Cộng hòa Ireland | 28.203           | 13               |
| Cộng hòa Séc     | 27.982           | 15               |

| Nhóm 2 (không phải hạt giống) | Nhóm 2 (không phải hạt giống) | Nhóm 2 (không phải hạt giống) |
| Đội                           | Điểm                          | Thứ tự                        |
| ----------------------------- | ----------------------------- | ----------------------------- |
| Thổ Nhĩ Kỳ                    | 27.601                        | 18                            |
| Bosna và Hercegovina          | 27.199                        | 19                            |
| Montenegro                    | 21.876                        | 35                            |
| Estonia                       | 20.355                        | 37                            |

### Trận đấu
| Đội 1                | TTS | Đội 2            | Lượt đi | Lượt về |
| -------------------- | --- | ---------------- | ------- | ------- |
| Thổ Nhĩ Kỳ           | 0–3 | Croatia          | 0–3     | 0–0     |
| Estonia              | 1–5 | Cộng hòa Ireland | 0–4     | 1–1     |
| Cộng hòa Séc         | 3–0 | Montenegro       | 2–0     | 1–0     |
| Bosna và Hercegovina | 2–6 | Bồ Đào Nha       | 0–0     | 2–6     |

## Các đội đã vượt qua vòng loại
| Đội tuyển        | Tư cách qua vòng loại  | Các lần tham dự trước                                           |
| ---------------- | ---------------------- | --------------------------------------------------------------- |
| Ba Lan           | Chủ nhà                | 1 (2008)                                                        |
| Ukraina          | Chủ nhà                | Lần đầu                                                         |
| Đức2             | Nhất bảng A            | 10 (1972, 1976, 1980, 1984, 1988, 1992, 1996, 2000, 2004, 2008) |
| Nga3             | Nhất bảng B            | 9 (1960, 1964, 1968, 1972, 1988, 1992, 1996, 2004, 2008)        |
| Ý                | Nhất bảng C            | 7 (1968, 1980, 1988, 1996, 2000, 2004, 2008)                    |
| Pháp             | Nhất bảng D            | 7 (1960, 1984, 1992, 1996, 2000, 2004, 2008)                    |
| Hà Lan           | Nhất bảng E            | 8 (1976, 1980, 1988, 1992, 1996ư, 2000, 2004, 2008)             |
| Hy Lạp           | Nhất bảng F            | 3 (1980, 2004, 2008)                                            |
| Anh              | Nhất bảng G            | 7 (1968, 1980, 1988, 1992, 1996, 2000, 2004)                    |
| Đan Mạch         | Nhất bảng H            | 7 (1964, 1984, 1988, 1992, 1996, 2000, 2004                     |
| Tây Ban Nha      | Nhất bảng I            | 8 (1964, 1980, 1984, 1988, 1996, 2000, 2004, 2008)              |
| Thụy Điển        | Nhì bảng xuất sắc nhất | 4 (1992, 2000, 2004, 2008)                                      |
| Croatia          | Thắng trận play-off    | 3 (1996, 2004, 2008)                                            |
| Cộng hòa Séc4    | Thắng trận play-off    | 7 (1960, 1976, 1980, 1996, 2000, 2004, 2008)                    |
| Bồ Đào Nha       | Thắng trận play-off    | 5 (1984, 1996, 2000, 2004, 2008)                                |
| Cộng hòa Ireland | Thắng trận play-off    | 1 (1988)                                                        |

1 In đậm: vô địch năm tham dự. in nghiêng: (đồng) chủ nhà.
2 Từ năm 1972 đến 1988, Đức tham dự vòng chung kết giải vô địch bóng đá châu Âu với tên gọi Tây Đức
3 Từ năm 1960 đến 1988, Nga tham dự vòng chung kết giải vô địch bóng đá châu Âu với tên gọi Liên Xô và năm 1992 với tên gọi Cộng đồng các Quốc gia Độc lập
4 Từ năm 1960 đến 1980, Cộng hòa Séc tham dự vòng chung kết giải vô địch bóng đá châu Âu với tên gọi Tiệp Khắc

## Các cầu thủ dẫn đầu danh sách ghi bàn
Dưới đây là danh sách các cầu thủ ghi bàn hàng đầu của vòng loại Euro 2012:
12 bàn
- Klaas-Jan Huntelaar

9 bàn
- Miroslav Klose

7 bàn
| - Cristiano Ronaldo - Mikael Forssell | - Robbie Keane | - David Villa |

6 bàn
| - Henrikh Mkhitaryan - Konstantin Vassiljev - Mario Gómez | - Gergely Rudolf - Antonio Cassano | - Dirk Kuyt - Robin van Persie |

5 bàn
| - Gevorg Ghazaryan - Marvin Ogunjimi - Mesut Özil | - Hélder Postiga - Nani - Adrian Mutu | - Tim Matavž - Zlatan Ibrahimović |  |